# 吳昌祚
吳昌祚（?—?），大清帝國官員，並為漢军正黃旗，亦為監生。1724年前往台灣擔任由福建鹽驛道調任福建分巡台灣廈門道。1727年，福建分巡廈門道升格更名為福建分巡台灣道，他亦為首任主官。1727年，任滿的吳昌祚回中國擔任山東按察使。
雍正四年（1726年），邵族「骨宗事件」出草頻傳，吳昌祚受令做為「水沙連役」總統，十一月初二抵台灣府，二十六日與巡台御史索琳會於虎尾溪畔，撥兵北路參將何勉與淡水同知王汧率領北軍紮兵南投社，從烏溪上游進督、自己則率南路軍則從濁水溪上游進督，十二月初三同時朝水沙連社與頭領骨宗進軍，執行「順者撫之，抗者剿之」的撫番政策，十六日順利攻下水社，生擒骨宗、拔思弄與水里萬父子等，作戰獲勝，翌年正月率軍凱旋南歸，亦將骨宗等押送至台灣府（即台南市）。

## 延伸讀物
- 劉寧顏編，《重修台灣省通志》，台北市，台灣省文獻委員會，1994年。
- 張炳楠（監修），李汝和（主修），《台灣省通志》，台灣省政府，1961年。
- 李騰嶽等（監修），王詩琅（纂修），1981年，《台灣省通志稿—人物志》，台北市，成文出版社。
- 彰化縣志

| 前任： 陳璸                 | 福建分巡台灣廈門道 1724年 | 繼任： 無（更名為福建分巡台灣道） |
| 前任： 無（升格更名後首任） | 福建分巡台灣道 1727年     | 繼任： 俞存仁                     |